# خورشید عالم بابول
خورشید عالم بابول (بنگالی: খুরশিদ আলম বাবুল؛ زادهٔ ۱ مارس ۱۹۵۵) بازیکن فوتبال اهل بنگلادش بود.
وی همچنین در تیم‌های ملی فوتبال زیر ۲۰ سال بنگلادش و بنگلادش بازی کرده است.